# Kathrine Heindahl
Kathrine Brothmann Heindahl (Nyborg, 26 maart 1992) is een Deense handbalspeler die lid is van het Deense nationale team.

## Carrière

### Club
Kathrine Heindahl begon met handballen bij de Deense club Nyborg GIF. In 2007 stapte ze over naar GOG, waar ze 3 seizoenen voor speelde. Na in het seizoen 2010/11 voor HC Odense te hebben gespeeld, voegde de cirkelspeelster zich in de zomer van 2011 bij Team Tvis Holstebro. Met Holstebro won ze de EHF European League in het seizoen 2012/13. Van 2013 tot en met 2017 speelde Heindahl voor Randers HK. In de zomer van 2017 keerde terug in Odense bij Odense Håndbold Voor het seizoen 2020/21 verhuisde ze naar de Russische eersteklasser PGK CSKA Moskou. Met CSKA won ze in 2021 het Russische kampioenschap. In maart 2022 is het contract met wederzijds goedvinden beëindigd. In seizoen 2022/23 vervolgde ze haar carrière bij het Deense eersteklasser Esbjerg.

### Nationaal team
Heindahl won in 2009 het EK U-17. In 2010 werd ze gekozen in het All-Star-team op het WK U-18. Een jaar later won ze de gouden medaille op het EK U-19.
Heindahl maakte op 24 september 2010 haar internationale debuut voor het Deense nationale team tegen in een wedstrijd tegen Turkije. Nadat Heindahl op 22 april 2011 haar vijfde interland speelde, werd ze lange tijd niet geselecteerd voor het nationale team. Pas in juni 2014 werd ze weer geselecteerd. Haar eerste grote toernooi met het Deense nationale team was het EK van 2016, waar Denemarken als vierde eindigde. Tijdens dat toernooi scoorde Heindahl zes doelpunten in acht wedstrijden. Een jaar later nam ze deel aan de Wereldkampioenschappen in Duitsland. Op het EK van 2020 eindigde ze met Denemarken opnieuw als vierde. Ze scoorde zes doelpunten tijdens dat toernooi. Het jaar daarop won ze de bronzen medaille op de Wereldkampioenschappen in Spanje. Ook bij de Europese kampioenschappen van 2022 behoorde ze tot de Deense selectie, die tot de finale reikte, maar daarin verloor van Noorwegen. Bij dat EK werd ze geselecteerd voor het All-Star-team.